# (37295) 2001 BB46
2001 BB46 (asteroide 37295) é um asteroide da cintura principal. Possui uma excentricidade de 0.22040320 e uma inclinação de 10.80684º.
Este asteroide foi descoberto no dia 21 de janeiro de 2001 por LINEAR em Socorro.